# Bonpland (Misiones)

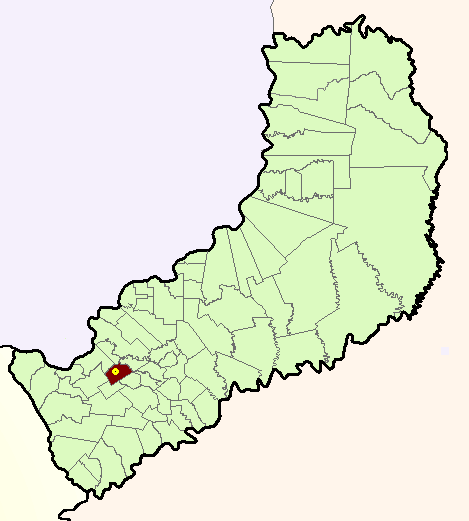
Área del municipio de Bonpland.

Bonpland es una localidad y municipio argentino de la provincia de Misiones ubicado dentro del Departamento Candelaria. 
El municipio contaba en el año 2010 con una población de 1.842 habitantes, según el censo del INDEC.
El nombre de esta localidad y municipio homenajea al naturalista francés Aimé Bonpland. Se accede por medio de la Ruta Provincial 4, que la conecta con Santa Ana y con Leandro N. Alem.

## Parroquias de la Iglesia católica en Bonpland
| Diócesis  | Posadas            |
| --------- | ------------------ |
| Parroquia | Santa Rosa de Lima |